# Kemi Badenoch
Olukemi Olufunto Badenoch, dite Kemi Badenoch, née Adegoke le 2 janvier 1980 à Wimbledon (Grand Londres), est une femme politique britannique. Membre du Parti conservateur, elle en est la cheffe depuis novembre 2024.
Élue députée de Saffron Walden lors des élections de 2017, elle est réélue en 2019 puis en 2024 pour la circonscription de North West Essex. À partir de 2020, elle occupe plusieurs fonctions ministérielles au sein des gouvernements conservateurs de Boris Johnson, Liz Truss et Rishi Sunak, dont secrétaire d'État aux Affaires et au Commerce de 2023 à 2024 ou encore ministre des Femmes et des Égalités de 2022 à 2024.
Candidate à la tête du Parti conservateur en 2022, elle finit quatrième, devancée par Liz Truss, Rishi Sunak et Penny Mordaunt. De nouveau candidate en 2024 à la suite de la défaite électorale du parti aux élections générales de 2024, elle parvient cette fois-ci à être élue cheffe du parti et devient du même coup cheffe de l'opposition officielle.

## Formation
Olukemi Olufunto Adegoke est née à Wimbledon, dans le borough londonien de Merton, de Femi et Feyi Adegoke, parents d'origine nigériane et membres du peuple Yoruba. Son père est médecin et sa mère est professeur de physiologie. Elle est aussi la petite-fille d'un pasteur méthodiste. Elle passe son enfance entre les États-Unis (où sa mère donne des conférences) et Lagos, au Nigeria. Elle revient au Royaume-Uni à l'âge de 16 ans.
Elle a étudié l'informatique à l'université du Sussex. Elle a d'abord travaillé comme ingénieur logiciel chez Logica (plus tard, CGI). Tout en travaillant, elle a étudié à temps partiel à Birkbeck College et a obtenu un diplôme en droit en 2009.
Elle a ensuite travaillé comme analyste systèmes à RBS, avant de poursuivre une carrière dans le conseil et les services financiers. Elle devient directrice adjointe d'une banque privée et de gestion de fortune, Coutts & Co. et, plus tard, directrice du magazine conservateur The Spectator.

## Carrière politique
Elle rejoint le Parti conservateur en 2005, à l'âge de 25 ans. En 2010, elle se présente à Dulwich et West Norwood contre la travailliste Tessa Jowell. Elle arrive troisième derrière Jowell, et le libéral-démocrate, Jonathan Mitchell.
Deux ans plus tard, elle est candidate pour les conservateurs aux élections de l'assemblée de Londres en 2012, où elle est cinquième sur la liste. Les conservateurs ne gagnent que trois sièges et Adegoke n'est pas élue. Trois ans plus tard, en 2015, Victoria Borwick est élue à la Chambre des Communes et démissionne de son siège à l'Assemblée de Londres. La quatrième de la liste, Suella Fernandes, est également  élue à la Chambre des Communes et  refuse de prendre le poste vacant. Badenoch est donc déclarée élue. Elle conserve son siège à l'Assemblée aux élections de l'assemblée de Londres en 2016. Elle soutient le Brexit au Référendum sur l'appartenance du Royaume-Uni à l'Union européenne. Elle soutient aussi l'interdiction de la chasse au renard.
Elle est élue députée pour la circonscription de Saffron Walden en 2017 avec 37 629 voix et une majorité de 24 966 (41,0 %). Dans son premier discours le 19 juillet, elle décrit son vote pour le Brexit comme « le plus grand  vote de confiance dans le Royaume-Uni » et souligne que ses héros personnels sont des personnalités politiques conservatrices comme Winston Churchill, Airey Neave, et Margaret Thatcher. Le même mois, elle est sélectionnée pour rejoindre le comité 1922. En septembre, elle est nommée à la commission parlementaire de la Justice. Le mois suivant, elle  est inscrite 96e dans la liste des « 100 personnalités les plus influentes de la droite en 2017 », établie par commentateur politique conservateur Iain Dale's.
Elle est nommée vice-présidente du Parti conservateur pour les investitures en janvier 2018.
En juillet 2019, elle est nommée sous-secrétaire d'État parlementaire aux Enfants et aux Familles par le Premier ministre Boris Johnson.
En février 2020, elle est nommée sous-secrétaire d'État parlementaire déléguée à l'égalité au sein du ministère des Femmes et des Égalités et du département du Commerce International et  secrétaire de l'Échiquier au  Trésor. À partir de mars 2020, elle est membre du Comité parlementaire des dépenses publiques, chargé de contrôler la fiabilité de la comptabilité nationale.
En 2022, elle présente sa candidature pour prendre la tête du Parti conservateur et ainsi succéder à Boris Johnson au poste de Premier ministre. Elle propose des baisses d'impôts pour les entreprises et les particuliers et questionne les objectifs de réduction des émissions de carbone.
En novembre 2023, elle annonce vouloir faire avancer l'adoption d'une loi de lutte contre les thérapies de conversions, indiquant que les thérapies d'affirmation de genre pour mineurs transgenres pourraient être considérées comme une nouvelle forme de thérapies de conversion. La presse LGBT souligne qu'elle n'a pas rencontré les plus importantes associations LGBT du pays, mais qu'elle a consulté de nombreux groupes luttant contre les droits des personnes transgenres, comme LGB Alliance ou Sex Matters.

### Chef du Parti conservateur et de l'opposition
Le 2 novembre 2024, elle est élue chef du Parti conservateur et chef de l'opposition, succédant ainsi à Rishi Sunak,,. Elle est élue avec 57 % des suffrages, soit près de 54 000 votes, face à Robert Jenrick et ses 41 000 votes,,.
Représentant l'aile droite du Parti conservateur, elle a pour mission de redresser un parti fragilisé après sa défaite historique lors des élections générales britanniques de 2024 face au Parti travailliste,. Elle est présentée à cette occasion comme étant « anti-« woke » [...], favorable à une politique stricte d’immigration et au Brexit ». L'élection se joue principalement autour du thème de l'immigration.
Elle assume des positions controversées, affirmant que « jusqu’à 10 % des fonctionnaires sont tellement mauvais qu’ils mériteraient d’être en prison » ou que les indemnités versées aux femmes pendant leur congé maternité étaient « excessives », bien qu’elles soient parmi les plus faibles d’Europe. Elle critique également les engagements du Royaume-Uni en matière d’objectifs de décarbonisation, les qualifiant « d’arbitraires ». Elle promet de réduire le rôle du gouvernement dans l'économie, répétant que « le gouvernement ne crée pas la croissance - les entreprises créent la croissance », et de s'attaquer à la « mentalité de gauche » présente au Royaume-Uni.
Elle devient la première femme noire à diriger un des principaux partis politiques du Royaume-Uni et la première à devenir cheffe de l'opposition officielle,. Keir Starmer, le Premier ministre du Royaume-Uni, félicite Kemi Badenoch : « L'arrivée du premier dirigeant noir à la tête d'un parti politique de Westminster est un moment de fierté pour notre pays. Je me réjouis de travailler avec vous et votre parti dans l'intérêt du peuple britannique ».
En janvier 2025, elle appelle au lancement d’une enquête indépendante sur le « scandale des gangs de viols », entre les années 1990 et les années 2010, et dont la gestion par le Service des poursuites judiciaires de la Couronne (CPS), la police et les services de protection de l’enfance, est controversée.
En juin 2025, après l'accord de restitution de l'archipel des Chagos situé dans le territoire britannique de l'océan indien, à l'île Maurice, Kemi Badenoch a qualifié cet accord de « terrible », « et pourquoi diable » les contribuables britanniques devraient payer pour les réductions d'impôts à l'île Maurice.

## Vie personnelle
Kemi Badenoch est mariée depuis 2012 à Hamish Badenoch ; ils ont deux filles et un fils. Hamish Badenoch travaille pour la Deutsche Bank et a été conseiller conservateur au conseil de Merton à Londres.